# Lithotripsie
La lithotripsie ou lithotritie (du grec λίθος (lithos), « pierre » et du latin terere « broyer ») est l'ensemble des techniques utilisées pour éliminer des calculs (rénaux, vésicaux ou biliaires et lithiases salivaires) ou des calcifications (artères coronaires).
Jean-Jacques-Joseph Leroy d'Etiolles construit le premier lithotriteur et, en 1823, le docteur Jean Civiale l'applique avec succès sur le vivant. En 1860, Henri-Ferdinand Dolbeau est chargé de suppléer Civiale dans le service des calculeux à l'hôpital Necker. Initié aux difficultés de la thérapeutique des voies génito-urinaires, il exécute sur cette partie des connaissances chirurgicales une série de travaux, récompensé par la faculté en 1863. Son nom est associé à la lithotripsie de Dolbeau ou lithotripsie périnéale. François Fournier de Lempdes (1783-1861) est aussi crédité comme « inventeur de la lithotritie ».
Cette intervention, qui fut très pratiquée, vit ses indications devenir beaucoup moins fréquentes avec les progrès de la chirurgie prostatique et vésicale.

## Types d'interventions
Ces différentes interventions sont :
- La lithotritie extracorporelle (LEC) et lithotritie intracorporelle (LIC).

## Les différentes techniques
Ont été développées :
- la lithotritie mécanique ;
- la lithotritie ultrasonique ;
- la lithotritie électrohydraulique ;
- la lithotritie par ondes laser[3],[4].

La lithotritie endovasculaire consiste en une procédure d'angioplastie avec un ballon muni d'émetteurs ultrasoniques. Elle peut être appliquée dans le traitement des lésions très calcifiées des artères coronaires en appoint.